# Anthurium zuloagae
Anthurium zuloagae är en kallaväxtart som beskrevs av Thomas Bernard Croat. Anthurium zuloagae ingår i släktet Anthurium och familjen kallaväxter. Inga underarter finns listade.